# Cerastium guatemalense
Cerastium guatemalense là loài thực vật có hoa thuộc họ Cẩm chướng. Loài này được Standl. mô tả khoa học đầu tiên năm 1937.